# 中村慎吾 (アナウンサー)
中村 慎吾（なかむら しんご）は、NHKのアナウンサー。

## 人物
東京都出身。武蔵高等学校中学校、東京大学文学部卒業後、2016年入局。初任地の盛岡放送局を経て、2020年9月に長野放送局、2024年9月に秋田放送局へ異動。

## 嗜好・挿話
ゴルフとスキーが趣味。春夏秋にゴルフができ、冬にスキーができる長野に転勤できたのがうれしかった。

## 出演
盛岡放送局時代（2016年度 - 2020年8月）
- どーも、NHK（2016年6月12日）
- 岩手県のニュース

長野放送局時代（2020年9月 - 2024年8月）
- ゆる信ワイド（2020年10月 - 2022年3月、2023年4月 - 2024年8月）
- どどどど!信州イチオシ（MC、2023年4月 - 2024年8月）
- イブニング信州（キャスター：2022年4月4日 - 2023年3月31日）（川口由梨香と隔週で担当）
- スポーツ中継（大相撲、高校野球など）
- 長野県のニュース

秋田放送局時代（2024年9月 - ）
- スポーツ中継（大相撲、高校野球など）
- 秋田県のニュース

## 同期のNHKアナウンサー
- 浅野里香
- 江原啓一郎
- 押尾駿吾
- 小野文明
- 川﨑理加
- 佐々木芳史
- 澤田拓海
- 佐藤あゆみ（退職→フリーアナウンサー）
- 高栁秀平（退職→博報堂DYメディアパートナーズグループ）
- 竹野大輝
- 中川安奈（退職→ホリプロ）
- 法性亮太
- ホルコムジャック和馬